# 菱町 (桐生市)
菱町（ひしまち）は、群馬県桐生市の町名である。一丁目から五丁目が設置されている。郵便番号は376-0001。

## 地理
桐生市の東部に位置する。旧足利郡菱村にあたる地区であり、桐生市第十七区に属する。東部は栃木県佐野市飛駒町・足利市松田町・小俣町に、南部は境野町に、西部は浜松町・東・東久方町・天神町に、北部は梅田町にそれぞれ接する。
桐生川の左岸にあり、町域の大部分を山地が占めている。足利市との境に足尾山系の仙人ヶ岳がそびえ、桐生川の支流である黒川や小友川が流れる。
桐生市中心部と足利市小俣町を結ぶ群馬県道227号小俣桐生線が通じており、桐生川に架かる小松橋・幸橋・両国橋などによって、梅田町・東・境野町と結ばれる。町内には、だるま市で知られる普門寺がある。

### 住宅団地
桐陽台団地や城の岡団地など丘陵地を利用した住宅団地がある。

## 歴史
桐生川は上毛野と下毛野の国境であり、桐生川の東に位置する菱村は栃木県に属していたが、越境合併により群馬県桐生市菱町となった。

## 世帯数と人口
2022年（令和4年）1月31日現在の世帯数と人口は以下の通りである。
| 丁目       | 世帯数    | 人口    |
| ---------- | --------- | ------- |
| 菱町一丁目 | 790世帯   | 1,668人 |
| 菱町二丁目 | 999世帯   | 2,238人 |
| 菱町三丁目 | 589世帯   | 1,269人 |
| 菱町四丁目 | 541世帯   | 1,080人 |
| 菱町五丁目 | 464世帯   | 1,000人 |
| 計         | 3,383世帯 | 7,255人 |

## 小・中学校の学区
市立小・中学校に通う場合、学区は以下の通りとなる。
| 丁目       | 番地   | 小学校               | 中学校             |
| ---------- | ------ | -------------------- | ------------------ |
| 菱町一丁目 | 全域   | 桐生市立菱小学校     | 桐生市立清流中学校 |
| 菱町二丁目 | 全域   | 桐生市立菱小学校     | 桐生市立清流中学校 |
| 菱町三丁目 | 全域   | 桐生市立菱小学校     | 桐生市立清流中学校 |
| 菱町四丁目 | 全域   | 桐生市立菱小学校     | 桐生市立清流中学校 |
| 菱町五丁目 | 一部   | 桐生市立梅田南小学校 | 桐生市立梅田中学校 |
| 菱町五丁目 | 一部   | 桐生市立北小学校     | 桐生市立清流中学校 |
| 菱町五丁目 | その他 | 桐生市立菱小学校     | 桐生市立清流中学校 |

## 交通

### 鉄道
町内に鉄道駅はない。

### 道路
- 群馬県道・栃木県道66号桐生田沼線
- 栃木県道・群馬県道227号小俣桐生線

## 施設
- 桐生市立菱小学校
- 桐生菱町郵便局
- 群馬大学理工学部グラウンド
- 日新病院
- 菱公民館